# Kodžiró Sasaki
Kodžiró Sasaki (japonsky 佐々木 小次郎, 1585? – 13. duben 1612) byl největším soupeřem Mijamota Musašiho. Podle stejnojmenné knihy Eidžiho Jošikawy ovládal mistrovství rychlého tasení meče. Tato vzácná technika spočívá v bleskovém tasení japonského dlouhého meče katany. Útok mistra je tak rychlý, že ho většina lidí nedokáže včas zaregistrovat. Kodžiró Sasaki používal výjimečně dlouhý meč, což je při této technice neobvyklé, neboť bývá obvykle praktikována s krátkými meči. Sasakiho meč se v překladu nazýval Dlouhé Bidlo. Musaši však porazil i tohoto nebezpečného protivníka a tím dokázal, že je pravděpodobně největším mistrem meče v japonské historii.
Avšak legend týkajících se Sasakiho porážky je více a vzájemně se od sebe poněkud liší. 

Podle jiné legendy prý Musaši přišel s tříhodinovým zpožděním při západu slunce. To Sasakiho tak rozhněvalo, že se nedokázal patřičně soustředit a souboj, který už téměř vyhrál, nakonec prohrál. 

Další verze se zmiňuje o tom, že v rozhodujícím momentu oslepilo Sasakiho slunce a díky tomu Musaši vyhrál. Jeho pozdní příchod mohl být tedy záměrnou lstí. Poté, co zabil Sasakiho svým obzvlášť dlouhým bokenem prý Musaši okamžitě naskočil do připraveného člunu, aby unikl rozzuřeným Sasakiho žákům, kteří doprovázeli svého mistra.
Sasakiho oblíbená technika se nazývala Vlaštovčí sek japonsky 燕返し ("cubame gaeši"). Údajně ji prý vynašel při pozorování vlaštovek kmitajících za letu svými dlouhými ocásky. Tento sek prý byl tak rychlý a přesný, že jím Sasaki dokázal rozetnout letícího ptáka v půli.